# Disphragis corosina
Disphragis corosina är en fjärilsart som beskrevs av William Schaus 1937. Disphragis corosina ingår i släktet Disphragis och familjen tandspinnare. Inga underarter finns listade i Catalogue of Life.